# SG ASK-Polizei SV Salzburg
Der ASK-PSV Salzburg entstand 2013 durch die Fusion der beiden Vereine Arbeiter Sportklub Salzburg (ASK Salzburg) und Polizeisportverein Salzburg (PSV Salzburg). Die Fusion wurde auf einer gemeinsamen Generalversammlung am 6. März 2013 beschlossen und trat mit Saisonende, dem 10. Juni 2013, in Kraft. Schon zuvor traten die beiden Vereine vier Jahre lang als Spielgemeinschaft in der Meisterschaft an.
Diese Spielgemeinschaft ASK-Polizei SV Salzburg war schon zur Saison 2009/10 durch den Zusammenschluss des ASK Salzburg mit dem PSV Salzburg entstanden. Die Mannschaft spielte nach mehreren Jahren in der Salzburger Liga in der Saison 2012/13 in der 1. Landesliga Salzburg, der fünfthöchsten Spielstufe im österreichischen Fußball.
In der Saison der Fusion (2012/13) konnte im letzten Spiel die Klasse gehalten werden. Die erste Saison als rechtlich eigenständiger Verein, die Saison 2013/14 bestritt der ASK-PSV Salzburg daher wie die Spielgemeinschaft davor auf der fünfthöchsten Leistungsstufe. In der Saison 2014/15 stieg ASK-PSV Salzburg in die 2. Landesliga Salzburg Nord ab.

## Spielstätte
Der ASK-PSV Salzburg trägt ihre Heimspiele auf dem PSV-Platz aus.